# Cristian Baroni
Cristian Mark Junio Nascimento Oliveira Baroni (* 25. Juni 1983 in Belo Horizonte) ist ein brasilianischer Fußballprofi, der als defensiver Mittelfeldspieler spielt. 

## Titel
Paulista
- Brasilianischer Pokalsieger: 2005

Flamengo
- Staatsmeisterschaft von Rio de Janeiro: 2008
- Taça Guanabara: 2008

Fenerbahçe
- Türkischer Supercupsieger: 2009
- Türkischer Meister: 2011, 2014
- Türkischer Pokalsieger: 2012, 2013

Corinthians
- Staatsmeisterschaft von São Paulo: 2009
- Brasilianischer Pokalsieger: 2009
- Campeonato Brasileiro: 2015
- Staatsmeister von São Paulo: 2017